# L'Affaire Rachel Singer
Pour les articles homonymes, voir Debt.
Ne doit pas être confondu avec Affaire Rachel.
Pour plus de détails, voir Fiche technique et Distribution.
L’Affaire Rachel Singer ou La Dette au Québec (The Debt) est un film d'espionnage multinational réalisé par John Madden et sorti en 2010. Il s'agit d'un remake du film israélien The Debt (Ha-Hov en hébreu) sorti en 2007.

## Synopsis
Trois agents du Mossad sont devenus célèbres, en 1966, pour avoir capturé et tué un criminel de guerre nazi à Berlin. En 1997, la fille de Rachel Singer, un des trois agents de 1966, publie un livre sur leur aventure.
Rachel va alors se remémorer les préparatifs et la capture de Dieter Vogel, et la véritable histoire de cette mission qui fut sa première sur le terrain. Les trois agents, Rachel, Stefan, David, avaient une mission d'autant plus difficile que l'ancien nazi recherché se trouvait à Berlin-Est, d'où ils devaient le ramener pour un procès en Israël. La mission tourne mal, les trois agents du Mossad ne parviennent pas à faire sortir Vogel de Berlin, le ramènent à leur planque dans l'attente d'une solution. Vogel parvient à s'échapper après avoir grièvement blessé Rachel à la joue. Stefan, David et Rachel vont prétendre l'avoir tué et vont jurer de ne jamais révéler la vérité.
En 1997, l'ancien mari de Rachel, Stefan, lui révèle qu'en Ukraine, un vieillard déclare être ce même criminel nazi. Il lui demande de s'y rendre.

## Fiche technique
- Titre original : The Debt
- Titre français : L'Affaire Rachel Singer ou La Dette
- Réalisation : John Madden
- Scénario : Matthew Vaughn, Jane Goldman et Peter Straughan, d'après le film Ha-Hov d'Assaf Bernstein et Ido Rosenblum
- Musique : Thomas Newman
- Photographie : Ben Davis
- Montage : Alexander Berner
- Production : Matthew Vaughn et Kris Thykier
- Sociétés de production : Marv Films ; Pioneer Pictures (coproduction)
- Société de distribution : Focus Features
- Pays de production :  États-Unis /  Royaume-Uni /  Hongrie /  Israël
- Langues originales : anglais, allemand et russe
- Format : couleur
- Genre : espionnage, thriller
- Durée : 113 minutes
- Dates de sortie : 
  - France : 4 septembre 2010 (festival du cinéma américain de Deauville), 3 avril 2011 (Festival de Beaune), 15 juin 2011 (nationale)
  - États-Unis : 17 octobre 2010 (Festival de Mill Valley), 22 août 2011 (Première New Yorkaise, New York), 31 août 2011 (nationale)
  -  Belgique : 28 septembre 2011
- Classification CNC : tous publics avec avertissement (visa d'exploitation no 129804 délivrée le 14 juin 2011)[1]

## Distribution

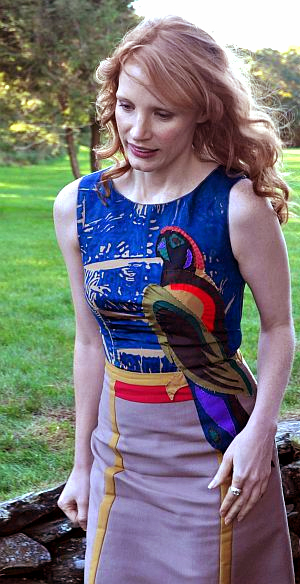
L'actrice Jessica Chastain, pour la présentation du film aux Hamptons International Film Festival 2010.

- Helen Mirren (V. F. : Anne Le Youdec) : Rachel Singer
- Sam Worthington (V. F. : Adrien Antoine) : David Peretz, jeune
- Tom Wilkinson (V. F. : Jean-Yves Chatelais) : Stefan Gold
- Jessica Chastain (V. F. : Carole Gioan) : Rachel Singer, jeune
- Ciarán Hinds (V. F. : Féodor Atkine) : David Peretz
- Marton Csokas (V. F. : Boris Rehlinger) : Stefan Gold, jeune
- Jesper Christensen (V. F. : Georges Claisse) : le SS Dieter Vogel
- Romi Aboulafia : Sarah

## Production
Le tournage a lieu entre la Hongrie (Budapest), l'Angleterre (Londres, Ealing Studios) et Israël (Tel Aviv-Jaffa).

## Distinction
- Festival international du film policier de Beaune 2011 : Prix spécial police